# Securidaca pendula
Securidaca pendula är en jungfrulinsväxtart som beskrevs av Aimé Bonpland och Ernst Gottlieb von Steudel. Securidaca pendula ingår i släktet Securidaca och familjen jungfrulinsväxter. Inga underarter finns listade i Catalogue of Life.